# رینگستد (آیووا)
رینگستد (به انگلیسی: Ringsted) شهری در ایالت آیووا کشور ایالات متحده آمریکا است که جمعیت آن در سرشماری سال ۲۰۱۰ میلادی، ۴۲۲ نفر بوده‌است.